# دوبیچه اوسوچنه
دوبیچه اوسوچنه (به لهستانی:  Dubicze Osoczne) یک روستا در لهستان است که در گمینا خاینووکا واقع شده‌است.